# Transactions of the British Bryological Society
Transactions of the British Bryological Society (abreviado Trans. Brit. Bryol. Soc.) fue una revista con ilustraciones y descripciones botánicas que fue editada en Cambridge donde se publicaron 6 números desde el año 1947 hasta 1971. Fue precedida por Report of the British Bryological Society y reemplazada por Journal of Bryology